# 프랑크 흐밤
프랑크 흐밤(Frank Hvam, 1970년 9월 12일 ~ )은 덴마크의 텔레비전 진행자이다.
2016년에 왕좌의 게임 1 에피소드 등에서 활동했다.

## 출연 작품
- 단 드림 (2017)
- 클로운 포에버 (2015)
- 크로븐: 더 무비 (2010)
- 토벤의 모험 (2009)
- 토성으로의 여행 (2008)
- 그들 각자의 영화관 (2007)